# Gran Tavola

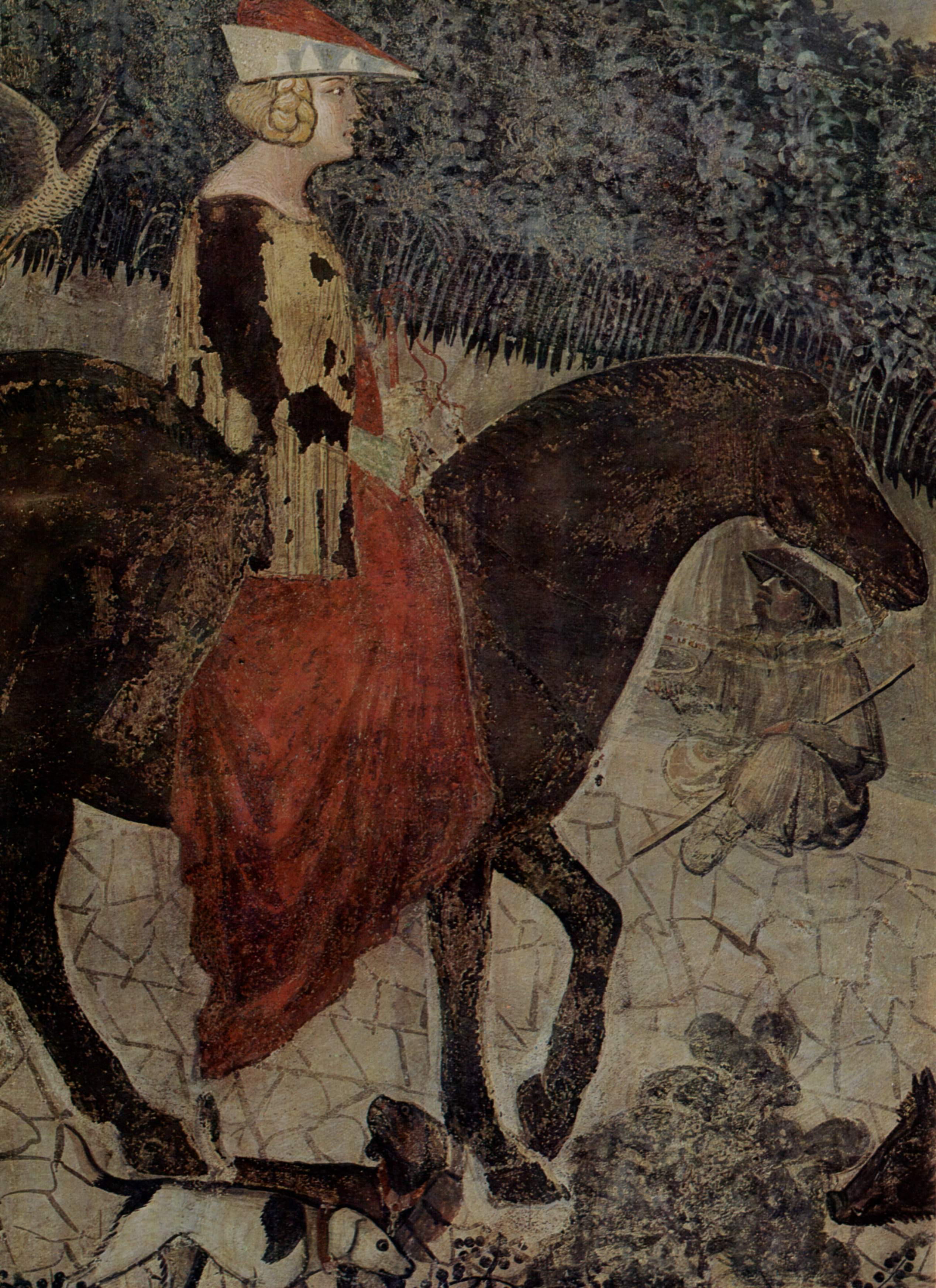
Orlando Bonsignori, el fundador de la Gran Tavola

Durante la Edad Media, la Gran Tavola (en italiano,"Mesa Grande") era el banco más grande de Siena , y uno de los bancos más potentes de Europa desde 1255 a 1298. La Gran Tavola se ha designado como "el banco más grande del siglo XII" así como "una de las empresas comerciales y bancarias más grande de Europa".
Las ramas principales de la Gran Tavola a mediados del siglo XIII estaban en Pisa, Bolonia, Génova, Marsella y París.

## Inicios
La Gran Tavola tiene sus raíces en la sociedad anónima de los Bonsignori, la cual empezó su actividad en la década de 1240 con la participación de los Malavolti.
La Gran Tavola fue fundada por Orlando Bonsignori en 1255 y en la década de 1260 se convirtió en depositaria general exclusiva de los ingresos de los Estados Pontificios. Los conflictos del papa Inocencio IV (1243-1254) con Frederico II, emperador del Sacro Imperio Romano habían demostrado a la Curia Romana la importancia de las relaciones con servicios financieros fiables y robustos. El primer depositario papal así llamado fue la firma Piccolomini  con Angeliero Solafico al mando alrededor de 1233, con el Papa Gregorio IX; la Gran Tavola cumplió esta función entre 1250 y 1270.
El ligeramente más grande banco Ricciardi de Lucca estuvo también íntimamente implicado en las finanzas de la Iglesia. Durante el reinado del Papa Clemente IV, el banco fue el responsable de la recaudación de los diezmos eclesiásticos para Tierra Santa. Bajo el Papa Urbano IV (1265–68), todos los impuestos pontificios eran recibidos por la Gran Tavola. Después de la década de los 1260, los papas Nicolás III, Honorio IV y Nicolás IV continuaron usando los bancos sieneses para una pequeña cantidad de transacciones.
El banco apoyó también a Carlos de Anjou en su conquista del Reino de Sicilia; a través de una red de "sindicatos de banca virtuales" el banco aseguró un préstamo de 200.000 libras tornesas para el monarca angevino. La Gran Tavola se benefició en gran medida de la victoria de Carlos sobre la Casa de Hohenstaufen, habiendo visto sus oportunidades comerciales limitadas anteriormente por el soporte político de Siena a los Hohenstaufen. La Gran Tavola estaba "en el centro de las operaciones financieras tanto en Génova como la Toscana"; Guglielmo Leccacorvo sirvió como representante del banco en Génova. Bonsignori convirtió su institución en una de las más influyentes de Europa Occidental expandiendo su alcance a Cataluña, Francia e Inglaterra.

## Declive

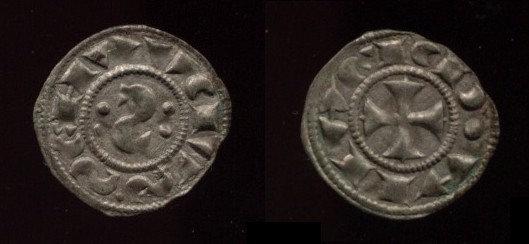
Monedas sienesas del siglo XII

El banco comenzó su declive después de la muerte de Bonsignori en 1273, y entró en quiebra en 1298, aunque la bancarrota formal puede no haber ocurrido hasta varios años después. El tiro de gracia para la Gran Tavola fue el trauma causado por la confiscación de los bienes sieneses por Felipe IV de Francia (a raíz de deudas que  reclamaba como debidas por los Bonsignori) y la pérdida de negocio papal bajo Bonifacio VIII (una tendencia creciente desde la década de 1290).
El fracaso de la Gran Tavola fue seguido por un periodo de aguda y sostenida ruina económica en Siena, extendida sistémicamente a muchos otro bancos sieneses. Para 1320, la posición internacional de Siena había decaído casi enteramente, siguiendo al fracaso adicional del banco Tolomei en 1313 y la disminución de las ferias de Champán, cuyas actividades comerciales estaban "umbilicalmente enlazadas" a Siena; por ejemplo, las instituciones sienesas no estuvieron presentes en el Mercado de cambio de Aviñón creado durante el Papado de Aviñón.
El Papa Nicolás IV perdió 80.000 florines a raíz de la caída de la Gran Tavola pero la pérdida se vio mitigada por el debilitamiento global de Siena, en el tiempo conocido por sus lealtades anti-papales, nominalmente Gibelinos . Muchos años más tarde, esta pérdida sirvió como uno de los pretextos para el interdicto papal contra Siena. Además, el fracaso de la Gran Tavola condujo al aumento rápido de las instituciones bancarias florentinas. Bajo la jefatura del Papa Bonifacio VIII, las finanzas papales también fueron transferidas a instituciones bancarias florentinas.